# Chérisy Road East Cemetery
Le Chérisy Road East Cemetery  est un cimetière militaire britannique de la Première Guerre mondiale, situé sur le territoire de la commune d'Héninel , dans le département du Pas-de-Calais, à l'est d'Arras.
Cinq autres cimetières militaires britanniques sont implantés sur le territoire de la commune : le Héninel-Croisilles Road Cemetery, le Bootham Cemetery, Héninel, le Héninel Communal Cemetery Extension, le Rookery British Cemetery et le Cuckoo Passage Cemetery.

## Localisation
Ce cimetière est à 1 km à l'est du village, chemin de Chérisy.

## Histoire

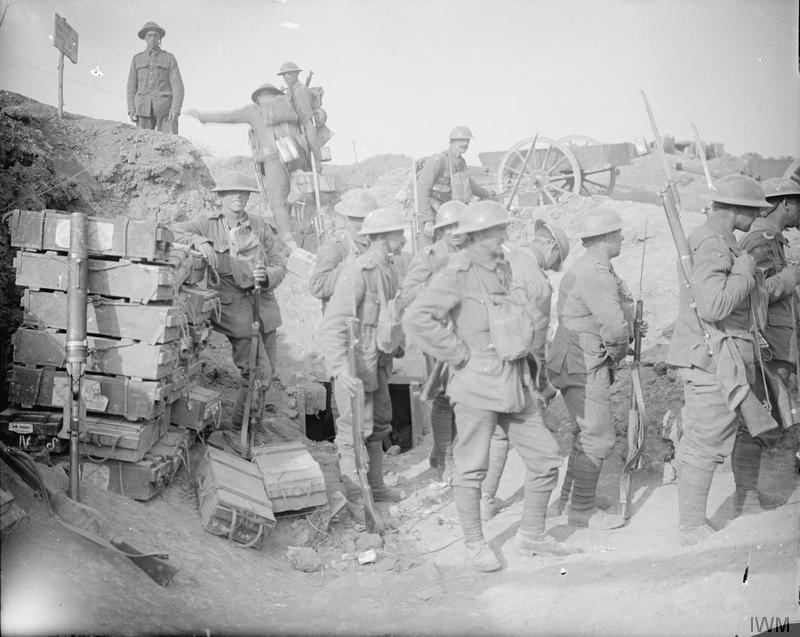
Les soldats britanniques à Héninel le 3 mai 1917.

Aux mains des Allemands dès fin août 1914, le village reste loin des combats jusqu'en mars 1917, date à laquelle les Allemands  évacuent tous les habitants et détruisent complètement les habitations pour transformer la zone en un no man's land à la suite de leur retrait sur la ligne Hindenburg.
Le 9 avril 1917 débute la bataille d'Arras et le village d'Héninel est capturé lors d'une tempête de neige le 12 avril par la 56e Londres et la 21e division. La 50e division Northumbrian, avançant d'Héninel les deux jours suivants, s'empare du village de Wancourt.
Chérisy Road East Cemetery est commencé en avril 1917 à la suite des violents combats qui se sont déroulés en ce lieu le 23 avril 1917. Le cimetière contient 82 sépultures de la Première Guerre mondiale, dont 19 sont non identifiées.

## Caractéristiques
Ce cimetière a un plan rectangulaire de 30 m sur 10 et est entouré d'un muret de moellons. Les tombes sont alignées sur une seule rangée le long du mur du fond. Le cimetière est conçu par G H Goldsmith.

## Sépultures
| Pays        | Sépultures |
| ----------- | ---------- |
| Royaume-Uni | 82         |

## Galerie

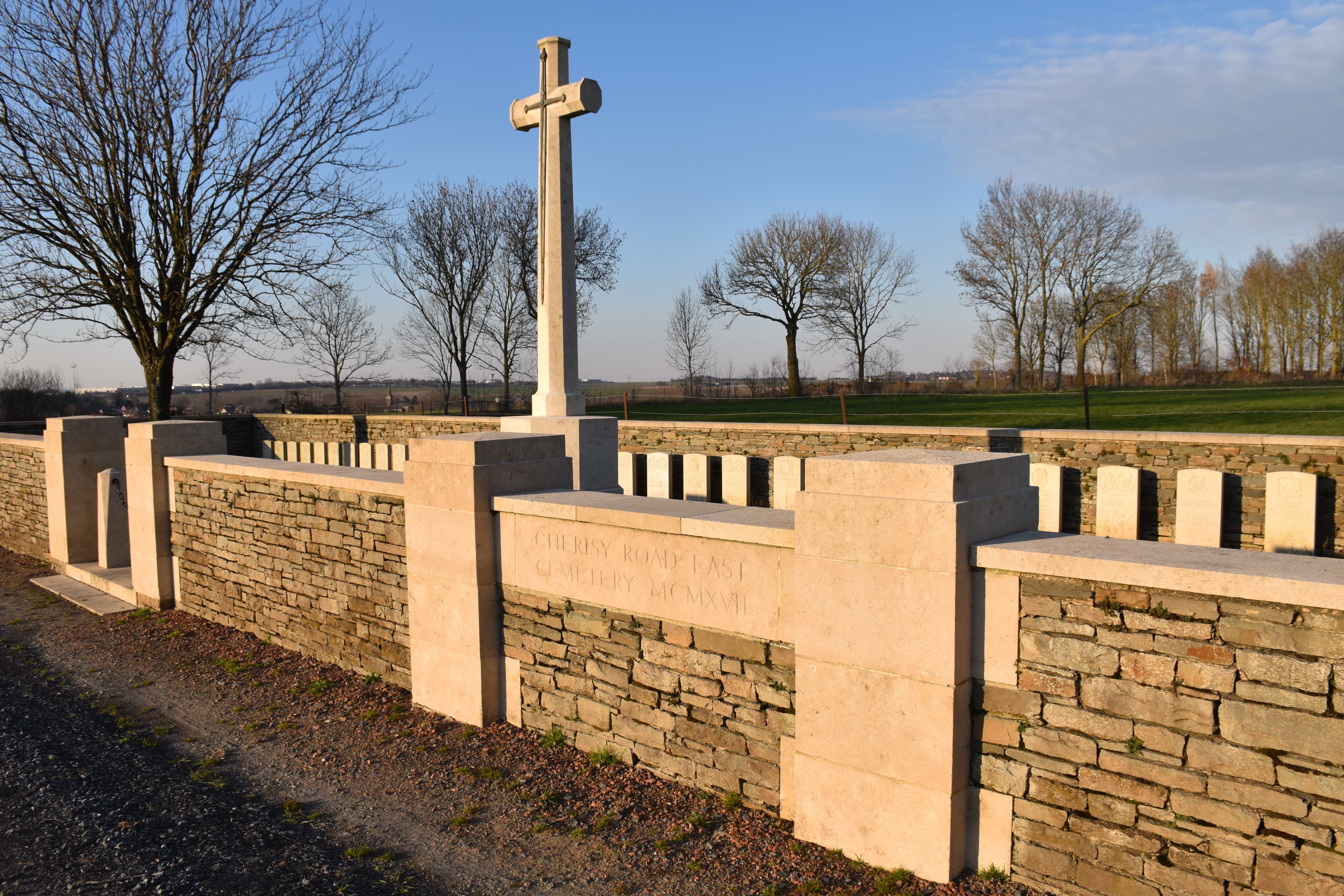
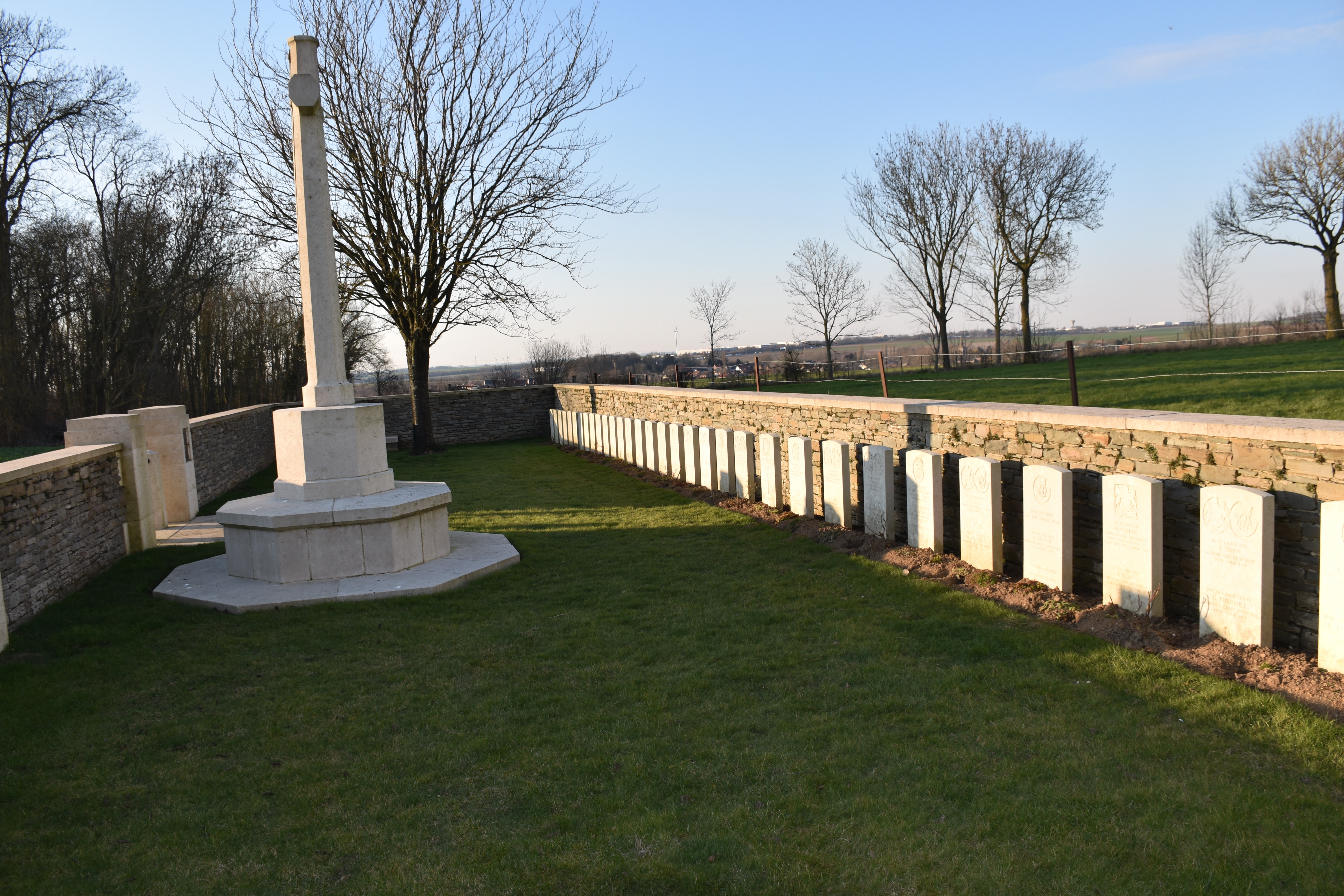
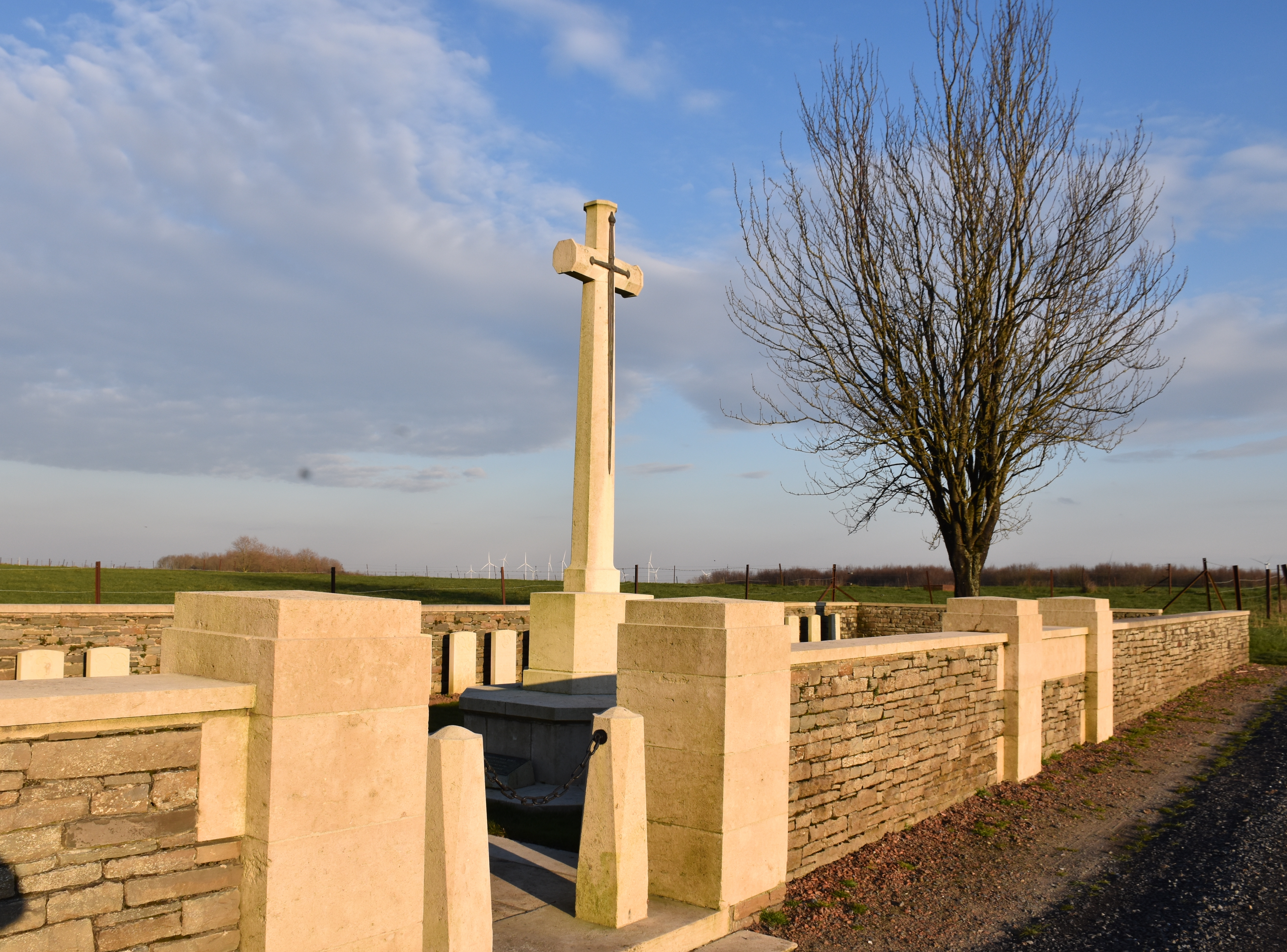
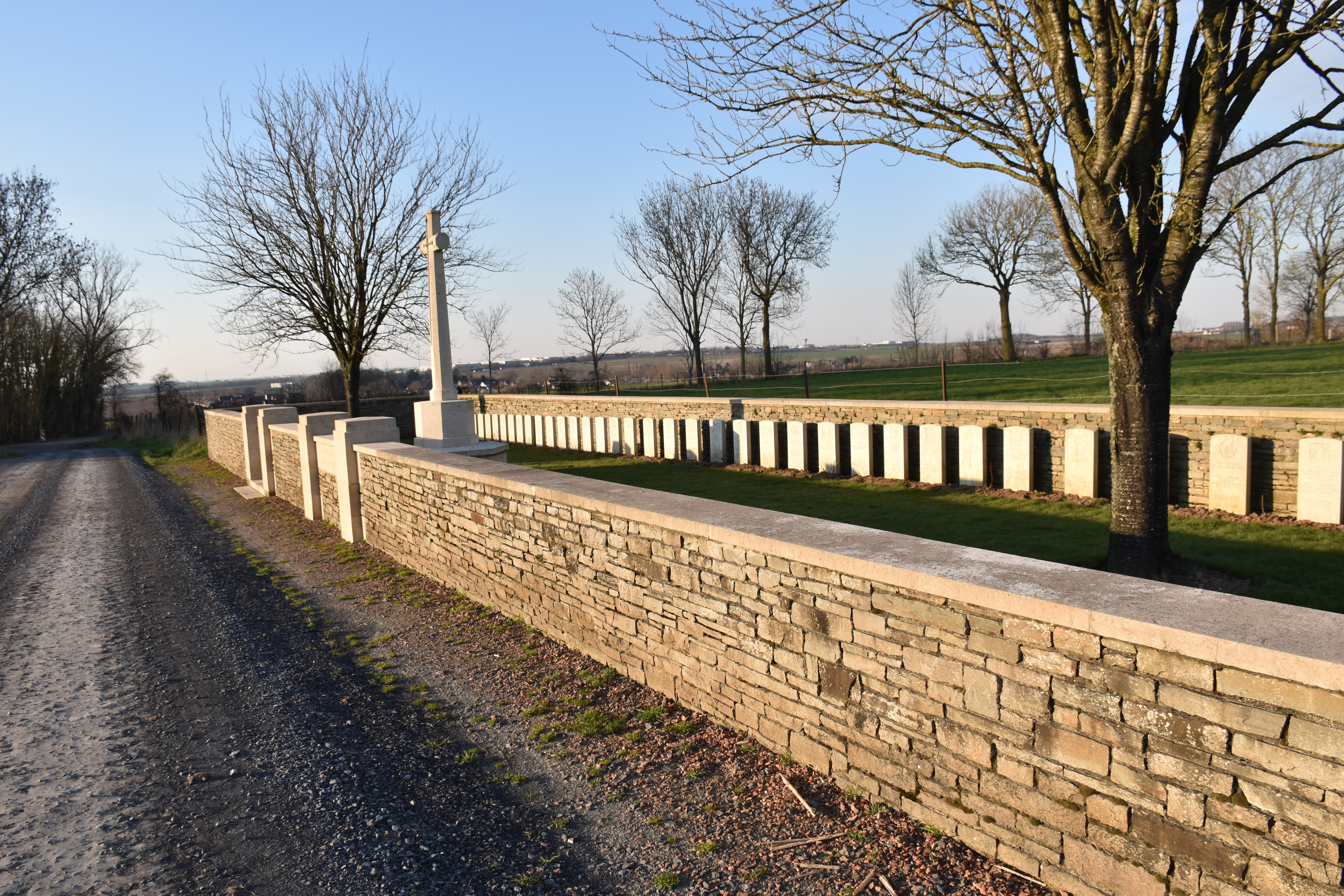
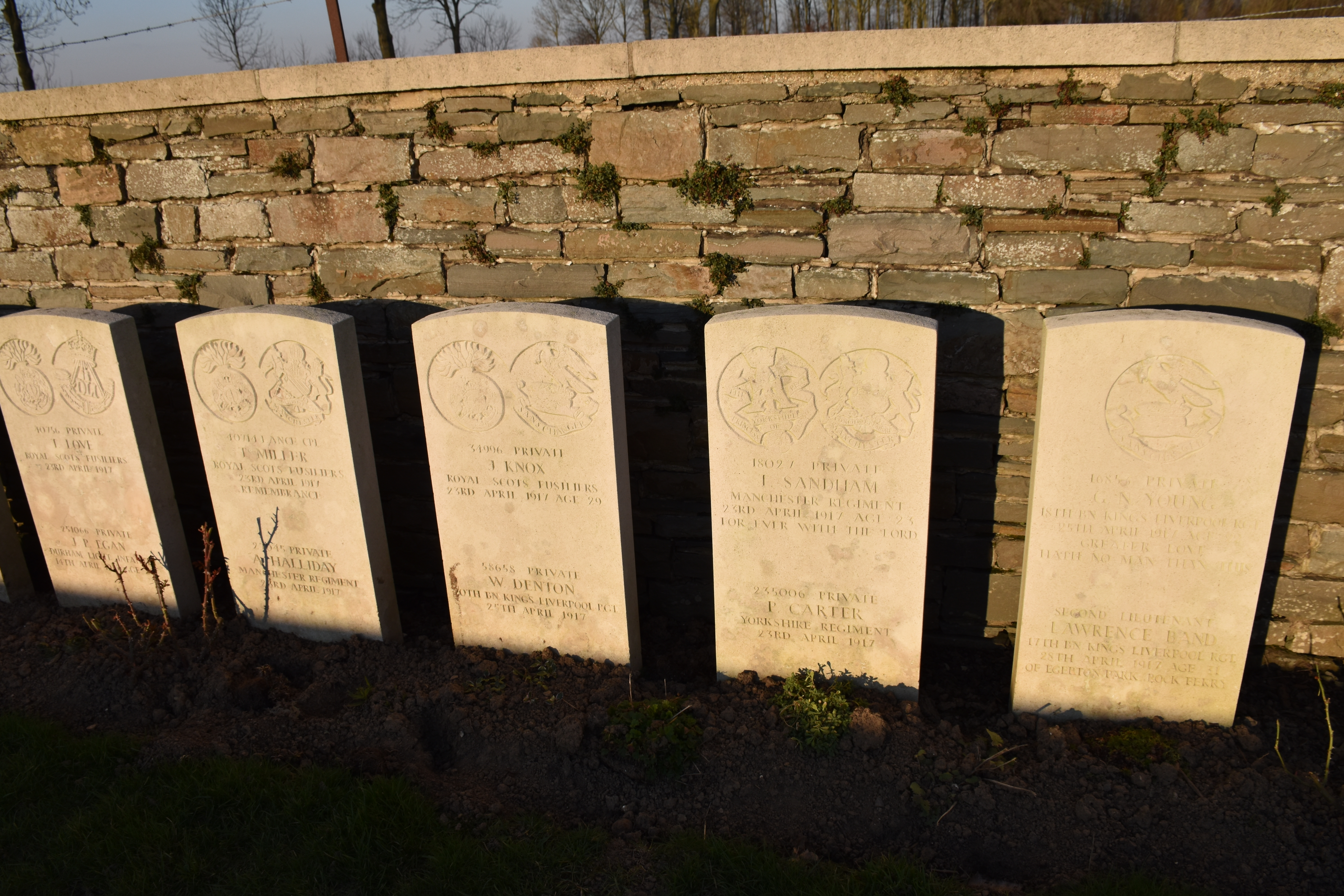
Les soldats du Manchester Regiment tombés lors des combats du 23 avril 1917.

## Pour approfondir